# Wyspa skarbów (film 1987)
Wyspa skarbów (ang. Treasure Island) – australijski film animowany z 1987 roku. Animowana ekranizacja powieści o tej samej nazwie autorstwa Roberta Louisa Stevensona. Jest to opowieść o poszukiwaniu legendarnego skarbu kapitana Flinta, który został ukryty gdzieś na tajemniczej wyspie. 

## Obsada (głosy)
- Ross Higgins jako Długi John Silver

## Wersja polska
W Polsce film był wydany na VHS w latach 90. Istnieje też wersja DVD.

### Wersja VHS
Wersja wydana na VHS w latach 90 z angielskim dubbingiem i polskim lektorem.
- Dystrybucja: Starcut Film[3][4]
- Lektor: Maciej Gudowski

### Wersja DVD
Wersja wydana w serii Najpiękniejsze baśnie i legendy.
Wersja wydana na DVD z angielskim dubbingiem i polskim lektorem.
- Dystrybucja: Vision[1]